# Geymüllerové

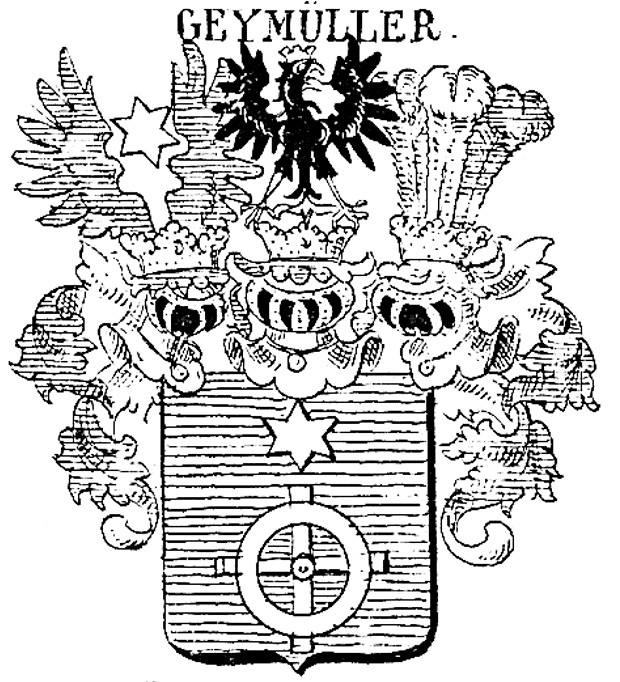
Erb rodu

Geymüllerové jsou šlechtický rod pocházející ze Švýcarska, který náležel k významným basilejským měšťanským rodinám. 

## Historie
Jejich společenský vzestup začal až počátkem 17. století v osobě basilejského starosty Hanse Georga Geymüllera († 1629). Byl úspěšný vmkomunální politice a v obchodě se šafránem. 
Pro Habsburskou monarchii byl významným členem rodu příslušník druhé (mladší) rodové větve, Johann Heinrich Geymüller (1751–1824), který se zasloužil o splácení rakouských reparací Francii. Byl spoluzakladatelem Rakouské národní banky v roce 1816. Roku 1810 byl povýšen do rakouského rytířského stavu a roku 1824 získal titul svobodný pán. Byl majitelem několika zámků v okolí Vídně, které se staly centry společenského a kulturního života. Jeho syn Rudolf Geymüller  (1813-1896)  získal roku 1836 český inkolát a v letech 1872-1877 byl poslancem českého sněmu. 
Posledními majiteli zámku v Kamenici nad Lipou do roku 1945 byli bratři Georg (* 1891) a Richard (* 1894) Geymüllerové. 

## Majetkové poměry
Zámky v majetku rodu:
- Zámek Kamenice nad Lipou v Čechách (1831–1945),
- Zámek Pötzleinsdorf ve Vídni,
- Zámek Hollenburg v blízkosti Kremže je do dnešních dnů v majetku rodu.